# Кропивненский полк
Кропивненский полк — военно-административная единица Гетманщины со столицей в Кропивне. Полк был основан в 1648 году и расформирован в 1658 году.

## История

Современный романтический портрет полковника Кропивненского полка Филона Джеджалия

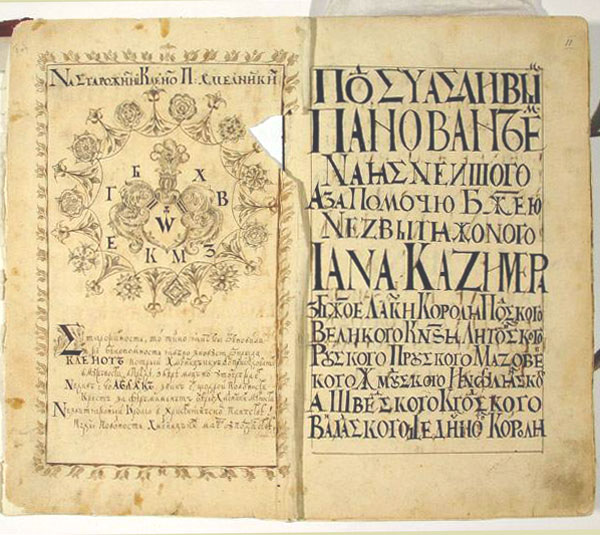
Титульный лист реестра Войска Запорожского 1649 года, в который было вписано 40 000 казаков. На первой странице герб гетмана Богдана-Зиновия Хмельницького и полный титул короля Речи Посполитой — Яна II Казимира. В этом Реестре сотником Журавской сотни числился Фёдор Бульба.

Полк был сформирован на основе Кропивненской сотни Переяславского полка. Сотенными центрами были Городище, Журавка, Ирклиев, Кропивна, Куренька, Пирятин, Чернухи, Яблунев и Деньги. По реестру 1649 года в полку было 1992 казака.
Единственным полковником был Филон Джеджалий.
В сентябре 1650 года Джеджалий возглавлял посольство Войска Запорожского к молдавскому господарю Василию Лупу. Дважды выбирался наказным гетманом: во время Берестецкой битвы в 1651 году и в 1655 году. Назначался гетманом генеральным есаулом.
К моменту смерти гетмана Богдана Хмельницкого Джеджалий вместе с Иваном Богуном, Мартыном Пушкарем и Антоном Ждановичем входил в число четырех старших полковников Войска Запорожского. На Чигиринской раде 1657 года Джеджалий был среди сторонников избрания гетманом Ивана Выговского. Выступал как строронник верности присяге русскому царю.
В 1657 году против гетмана Ивана Выговского разгорелось восстание кошевого атамана Якова Барабаша и полтавского полковника Мартына Пушкаря. Джеджалий долго не принимал ничью сторону, но известно, что люди Пушкаря особенно активно агитировали среди казаков у «полковника Джеджалия».
Весной 1658 года, когда Выговский, соединившись с крымскими татарами, подступил к Полтаве и запер там Пушкаря, Джеджалий находился в войсках гетмана. Во время осады Джеджалий тайно перешел на сторону Пушкаря. Джеджалий условился с Пушкарём, что ночью восставшие нападут на лагерь Выговского, а он перейдёт на их сторону.
11 июня 1658 года Пушкарь сделал вылазку с большим отрядом, Джеджалий со своими казаками присоединился к ним, и вместе они напали на шатёр Выговского. Но оказалось, что гетман знал о нападении и был наготове. Он спал не раздеваясь и, услышав шум, бросился бежать, схватил коня и ускакал к татарам, стоявшим в миле от его лагеря. Обнаружив отсутствие Выговского в шатре, Пушкарь обвинил Джеджалия в измене и тут же убил его. В это время Выговский с татарами напали на Пушкаря. В бою Пушкарь погиб, а его голову принесли Выговскому.
В результате этих событий Кропивненский полк был расформирован, а его сотни вошли в состав Ирклиевского, Лубенского и Прилукского полков. (Например, Журавская сотня вошла в Прилукский полк).